# (12973) Mélanthée
(12973) Mélanthée, désignation internationale (12973) Melanthios, est un astéroïde troyen jovien.

## Description
(12973) Mélanthée est un astéroïde troyen jovien, camp grec, c'est-à-dire situé au point de Lagrange L4 du système Soleil-Jupiter. Il présente une orbite caractérisée par un demi-grand axe de 5,126 UA, une excentricité de 0,057 et une inclinaison de 5,7° par rapport à l'écliptique.
Il est nommé en référence au personnage de la mythologie grecque Mélanthée, acteur du conflit légendaire de la guerre de Troie.

## Compléments